# NGC 5166
NGC 5166 é uma galáxia espiral (Sb) localizada na direcção da constelação de Canes Venatici. Possui uma declinação de +32° 01' 56" e uma ascensão recta de 13 horas, 28 minutos e 15,0 segundos.
A galáxia NGC 5166 foi descoberta em 29 de Abril de 1827 por John Herschel.